# 2012 у літературі

## Топ 10 найпродаваніших книг в Україні[1]
1. «50 відтінків сірого», Е. Л. Джеймс
2. «Шантарам: Роман», Грегорі Девід Робертс
3. «На 50 відтінків темніше», Е. Л. Джеймс
4. «Кохання живе три роки», Фредерік Беґбеде
5. «Подібно до ріки», Пауло Коельйо
6. «Стів Джобс», Волтер Айзексон
7. «Залишенець. Чорний ворон», Василь Шкляр
8. «Биті є Книга 2. Макс», Люко Дашвар
9. «S.N.U.F.F.», Віктор Пелевін
10. «Дій! 10 заповідей успіху», Іцхак Пінтосевич

## Події
У США засновано літературну премію «Медаль Ендрю Карнегі за видатні досягнення в літературі і публіцистиці».

### Ювілеї
- 2 лютого: двохсотріччя з дня народження Євгена Гребінки
- 7 лютого: двохсотріччя з дня народження Діккенса.
- 20 лютого: сторіччя з дня народження П'єра Буля.
- 21 квітня: сторіччя з дня смерті Брема Стокера.
- 26 квітня: сторіччя з дня народження Альфреда ван Вогта
- 11 травня: сторіччя з дня народження Михайла Стельмаха
- 28 травня: сторіччя з дня народження Патріка Вайта
- 28 червня: трьохсотріччя з дня народження Руссо.
- 15 липня: сторіччя з дня народження Ігора Муратова
- 10 серпня: сторіччя з дня народження Жоржі Амаду.

### Книжкові ярмарки
- 15-18 березня: Лейпцизький книжковий ярмарок
- 5-7 квітня: Виставка-ярмарок Книжковий світ (Київ)
- вересень: XVIII Форум видавців у Львові
- 10-14 жовтня: Франкфуртський книжковий ярмарок; Країна-гість: Нова Зеландія

## Померли
- 1 лютого — Віслава Шимборська
- 25 березня — Антоніо Табуккі
- 15 травня — Карлос Фуентес, мексиканський письменник (нар. 11 листопада 1928).
- 5 червня:
  - Баррі Ансворт, британський письменник, лауреат Букерівської премії 1992 року (нар. 8 серпня 1930).
  - Рей Бредбері, американський письменник-фантаст (нар. 22 серпня 1920)
- 11 червня — Ектор Б'янчотті, аргентинський і французький письменник італійського походження (народився у 1930).
- 5 серпня — Ролан Вагнер, французький письменник гумористичної наукової фантастики (народився 1960).
- 22 серпня — Ніна Боден, англійська романістка і дитяча письменниця.
- 6 грудня — Ян Кар'ю — прозаїк, драматург, поет і педагог (народився у 1920).